# Rzeszówek (województwo świętokrzyskie)
Rzeszówek – wieś w Polsce położona w województwie świętokrzyskim, w powiecie jędrzejowskim, w gminie Oksa.
W latach 1975–1998 miejscowość położona była w województwie kieleckim.
Przez wieś przechodzi niebieska ścieżka rowerowa do Radkowa. Leży niedaleko trasy Włoszczowa – Jędrzejów.

## Nazwa
Nazwa wsi pochodzi od nazwiska właścicieli Rzeszowskich.

## Części wsi
| SIMC    | Nazwa    | Rodzaj    |
| ------- | -------- | --------- |
| 0256700 | Ługi     | część wsi |
| 0256739 | Serwitut | część wsi |
| 0256716 | Siwica   | część wsi |
| 0256722 | Załącze  | część wsi |

## Zabytki
Park dworski z II połowy XIX w., przebudowany w XX w., wpisany do rejestru zabytków nieruchomych (nr rej.: A-129 z 6.09.1971).